# Big Sister
Big Sister – dom publiczny istniejący w latach 2004-2010 w Czechach w Pradze, w dzielnicy Smíchov przy ulicy Nádražní 46 i związana z nim płatna strona internetowa z płatnym przekazem obrazu i dźwięku na żywo. Był to jedyny dom publiczny, w którym klienci mogli korzystać z usług prostytutek za darmo, dochody natomiast czerpane były głównie z opłat za dostęp do przekazu na stronie internetowej oraz ze sprzedaży archiwizowanych materiałów wideo. Materiał wideo to nagrania stosunków płciowych gości Big Sister z prostytutkami oraz nagrania amatorskie par – gości Big Sister.
Big Sister został otwarty w maju 2004, przekaz internetowy był dostępny od kwietnia 2005. Koszt uruchomienia przedsięwzięcia wyniósł ok. 5 milionów euro. Właścicielami byli dwaj austriaccy biznesmeni, którzy zainwestowali też w inne przybytki nocnego życia Pragi, jak np. sex-klub K5.
Opłata za wstęp wynosiła 500 koron czeskich dla mężczyzn, dla kobiet i par wstęp był darmowy. Rekomendowana była wcześniejsza rezerwacja. Wszyscy klienci musieli wylegitymować się dokumentem tożsamości i podpisać kontrakt, przekazując prawa do udostępniania nagrań z ich udziałem zarówno na żywo w Internecie jak i archiwizowanych na nośnikach DVD. Czasu, jaki klient mógł spędzić z prostytutką, był ograniczony do jednej godziny. Pary, których stosunki płciowe zarejestrowano, otrzymywały wynagrodzenie w wysokości około 30 euro. Subskrypcja na dostęp do strony internetowej z przekazem na żywo i dostępem do materiałów archiwalnych kosztowała 30 euro miesięcznie, czat na żywo z prostytutkami był objęty dodatkową opłatą.
Prostytutki, których pracowało około 12 każdej nocy, otrzymywały wynagrodzenie oraz premie za zarejestrowane stosunki jak również show online, przeciętnie w wysokości 3000 euro miesięcznie. Niemal wszystkie stosunki oralne i waginalne odbywały się z użyciem prezerwatywy, większość kobiet nie zgadzała się na cunnilingus ani pocałunki w usta. Niemal wszystkie kobiety były obywatelkami Czech lub Słowacji; pozostałe pochodziły z Brazylii i Ghany.
Klub wyposażony był w 58 kamer, wliczając te umieszczone w buduarach prostytutek. Trzech pracowników zajmuje się ustawianiem kamer i selekcją materiału wideo do publikacji i archiwizacji. Nazwa domu publicznego nawiązywała do programu reality show Big Brother, w którym uczestnicy poddani są ciągłej inwigilacji przez kamery umieszczone w każdym pomieszczeniu.
W lipcu 2007 wprowadzono nową usługę, swingerskie noce online, podczas których wstęp do lokalu miały jedynie pary i kobiety. Pary mogły zamówić własne nagranie DVD oraz otrzymywały darmowy poczęstunek, w tym drinki.
W roku 2010 dom publiczny Big Sister zakończył działalność.

## Promocja i kampania w mediach
Rozpoczęcie działalności internetowej poprzedziła zakrojona na dużą skalę kampania medialna, w trakcie której o Big Sister informowało około 40 europejskich mediów w Niemczech, Wielkiej Brytanii, we Włoszech i Rosji, w tym największe stacje telewizyjne Niemiec i czołowe gazety Niemiec i Szwajcarii. W trakcie kampanii zaprezentowano m.in. widoki wnętrz domu publicznego i pracujących tam pań.
Podczas Mundialu 2006 Big Sister wspólnie z Heat TV oferowało wyjazdowe usługi w „ciężarówce miłości”, która odwiedziła Monachium, Lipsk, Hamburg i Kolonię. 6 prostytutek oferowało darmowe usługi w zamian za zgodę na upublicznienie materiału wideo.
W październiku 2006 w Big Sisters nakręcono kilka scen horroru Hostel 2, co opisał na swoim blogu reżyser tej produkcji, Eli Roth. W dniu premiery filmu w USA, 8 czerwca 2007, na stronie Big Sister ukazał się wywiad z reżyserem.
Od czerwca 2007 firma wprowadziła prywatne wieczory dla par w niedziele oraz noce All inclusive dla swingersów w soboty. Prostytutki w te dni miały zakaz pracy.